# Sanicula smallii
Sanicula smallii är en flockblommig växtart som beskrevs av Eugene Pintard Bicknell. Sanicula smallii ingår i släktet sårläkor, och familjen flockblommiga växter. Inga underarter finns listade i Catalogue of Life.